# Yang Zhaohui
Yang Zhaohui (杨朝晖S, Yang ZhaouhiP; 14 settembre 1962) è un ex calciatore cinese, di ruolo attaccante.

## Carriera

### Nazionale
Ha rappresentato la Nazionale cinese alla Coppa d'Asia nel 1984.